# Побег из Вегаса
«Побег из Вегаса» (англ. Get Him to the Greek, рус. Доставь его в Греческий) — американская комедия 2010 года. Автор сценария и режиссёр — Николас Столлер. В главных ролях — Рассел Брэнд и Джона Хилл. В США фильм вышел в прокат 4 июня 2010 года, в России — 3 июня. «Побег из Вегаса» является спин-оффом другого фильма Столлера, «В пролёте». Брэнд снова выступает в роли рок-музыканта Альдуса Сноу, в то время как Хилл играет другого персонажа. В «Побеге из Вегаса» также играют Элизабет Мосс, Роуз Бирн и Шон «Дидди» Комбс. В фильме есть камео Кристины Агилеры, P!nk, Томаса Фелтона, Ди Снайдера, Фаррелла Уильямса, Ларса Ульриха, Пола Кругмана и др.
Фильм имел успех в прокате и получил в основном положительные отзывы критиков.

## Сюжет
Директор крупной музыкальной корпорации (Шон Комбс) поручает молодому сотруднику Аарону Грину (Джона Хилл) за трое суток доставить из Лондона на юбилейный концерт в лос-анджелесский Greek Theatre «одну из последних оставшихся в живых рок-звёзд» Альдуса Сноу (Рассел Брэнд). Сноу, после провала своего альбома «Африканское дитя», переживает жизненный кризис. Его девушка, певица Джеки Кью (Роуз Бирн), оставляет его и Сноу находит утешение в наркотиках, алкоголе и беспорядочном сексе. Аарон Грин также испытывает проблемы в отношениях со своей девушкой (Элизабет Мосс), и, в ходе выполнения возложенной на него миссии, поддаётся уговорам Альдуса Сноу и бросается в объятия разврата и дебоширства — секса, допинга и просто детских проделок. Путь странной парочки в Лос-Анджелес пролегает через Нью-Йорк и Лас-Вегас.

## Критика
Фильм получил в основном положительные отзывы критиков, один из которых гласит: «Благодаря забавному сценарию и отличному актерскому дуэту Джона Хилл и Рассела Брэнда, фильм „Побег из Вегаса“ претендует на звание самой уморительной комедии уходящего года». На сайте Rotten Tomatoes фильм имеет рейтинг 72 % на основе 202 обзоров. На Metacritic фильм набрал 65 балов из 100.

## В ролях
- Рассел Брэнд — Альдус Сноу
- Джона Хилл — Аарон Грин
- Элизабет Мосс — Дафни Бинкс
- Роуз Бирн — Джеки Кью
- Шон «Дидди» Комбс — Серджио Рома
- Колм Мини — Джонатан Сноу
- Дина Стабб — Лена Сноу
- Лино Факиолли — Неаполь Сноу
- Кристен Белл — Сара Маршалл
- Карла Галло — Судьба
- Азиз Ансари — коллега Аарона по работе

## В роли самих себя
- Том Фелтон
- Кристина Агилера
- Pink
- Курт Эф. Лодер
- Мередит Виэйра
- Марио Лопес
- Фарелл
- Пол Кругман
- Ларс Ульрих
- Рик Шродер
- Зои Сэлмон
- Билли Буш
- Дэнни О'Лири
- Кэти Перри (вырезанная сцена)

## Саундтрек
Саундтрек фильма «Побег из Вегаса» вышел 1 июня 2010 года.
| №                   | Название                        | Текст песни                                | Исполнитель                    | Длительность |
| ------------------- | ------------------------------- | ------------------------------------------ | ------------------------------ | ------------ |
| 1.                  | «Just Say Yes»                  | Barat, Bern, Viola, Segel, Workman, Cocker | Infant Sorrow                  | 2:18         |
| 2.                  | «Gang of Lust»                  | Barat, Bern, Viola, Segel, Workman, Cocker | Infant Sorrow                  | 2:03         |
| 3.                  | «Furry Walls»                   | Barat, Bern, Viola, Segel, Workman, Cocker | Infant Sorrow                  | 3:07         |
| 4.                  | «Going Up»                      | Barat, Bern, Viola, Segel, Workman, Cocker | Infant Sorrow                  | 4:06         |
| 5.                  | «Bangers, Beans and Mash»       | Barat, Bern, Viola, Segel, Workman, Cocker | Infant Sorrow                  | 3:32         |
| 6.                  | «The Clap»                      | Barat, Bern, Viola, Segel, Workman, Cocker | Infant Sorrow                  | 2:44         |
| 7.                  | «I Am Jesus»                    | Barat, Bern, Viola, Segel, Workman, Cocker | Infant Sorrow                  | 2:39         |
| 8.                  | «Riding Daphne»                 | Barat, Bern, Viola, Segel, Workman, Cocker | Infant Sorrow                  | 3:28         |
| 9.                  | «F.O.H.»                        | Barat, Bern, Viola, Segel, Workman, Cocker | Infant Sorrow                  | 3:52         |
| 10.                 | «Yeah Yeah Oi Oi»               | Barat, Bern, Viola, Segel, Workman, Cocker | Infant Sorrow                  | 2:52         |
| 11.                 | «African Child (Trapped in Me)» | Barat, Bern, Viola, Segel, Workman, Cocker | Infant Sorrow                  | 3:06         |
| 12.                 | «Little Bird»                   | Barat, Bern, Viola, Segel, Workman, Cocker | Infant Sorrow                  | 3:24         |
| 13.                 | «Searching for a Father»        | Barat, Bern, Viola, Segel, Workman, Cocker | Infant Sorrow                  | 3:43         |
| 14.                 | «Supertight»                    | Barat, Bern, Viola, Segel, Workman, Cocker | Jackie Q featuring Aldous Snow | 2:37         |
| 15.                 | «Ring Round»                    | Barat, Bern, Viola, Segel, Workman, Cocker | Jackie Q                       | 2:25         |
| Общая длительность: | Общая длительность:             | Общая длительность:                        | Общая длительность:            | 46:10        |

| №   | Название                 | Текст песни                                | Исполнитель                    | Длительность |
| --- | ------------------------ | ------------------------------------------ | ------------------------------ | ------------ |
| 16. | «Jackie Q»               | Barat, Bern, Viola, Segel, Workman, Cocker | Infant Sorrow                  | 3:41         |
| 17. | «Pound Me in the Buttox» | Barat, Bern, Viola, Segel, Workman, Cocker | Jackie Q featuring Aldous Snow | 3:31         |
| 18. | «Chocolate Daddy»        | Barat, Bern, Viola, Segel, Workman, Cocker | Chocolate Daddy                | 2:54         |
| 19. | «Fuck Your Shit Up»      | Barat, Bern, Viola, Segel, Workman, Cocker | Jumbo Shrimp                   | 2:28         |

### В фильме также звучали
1. «And Ghosted Pouts (Take the Veil Cerpin Taxt)» в исполнении The Mars Volta
2. «London Calling» в исполнении The Clash
3. «Anarchy in the U.K.» в исполнении Sex Pistols
4. «Personality Crisis» в исполнении New York Dolls
5. «Love Today» в исполнении Мики
6. «Rocks Off» в исполнении The Rolling Stones
7. «20th Century Boy» в исполнении T.Rex
8. «Another Girl, Another Planet» в исполнении The Only Ones
9. «Strict Machine» в исполнении Goldfrapp
10. «Ghosts N Stuff» в исполнении Deadmau5 (feat. Rob Swire)
11. «Girls on the Dance Floor» в исполнении Far East Movement
12. «London Calling» в исполнении The Clash
13. «Come on Eileen» в исполнении Dexys Midnight Runners
14. «Cretin Hop» в исполнении Ramones
15. «Stop Drop and Roll» в исполнении Foxboro Hot Tubs
16. «Touch My Body» в исполнении Мэрайи Кэри
17. «Fuck Me I’m Famous» в исполнении DJ Dougal & Gammer
18. «What Planet You On» в исполнении Bodyrox (feat.  Luciana)
19. «Inside of You» в исполнении Infant Sorrow
20. «Licky feat. Princess Superstar (Herve Remix)» в исполнении Larry Tee